# Technik-Museum Kassel
Das Technik-Museum Kassel ist ein Museum in Kassel, das die lange Industriegeschichte Kassels und Nordhessens präsentiert.
Es befindet sich seit der Gründung 2010 in der Wolfhager Straße 109 im Stadtteil Rothenditmold im ehemaligen Henschel-Werk II. Der gemeinnützige Trägerverein Technik-Museum Kassel e.V. wurde im September 2005 gegründet.

## Sammlungsgebiete

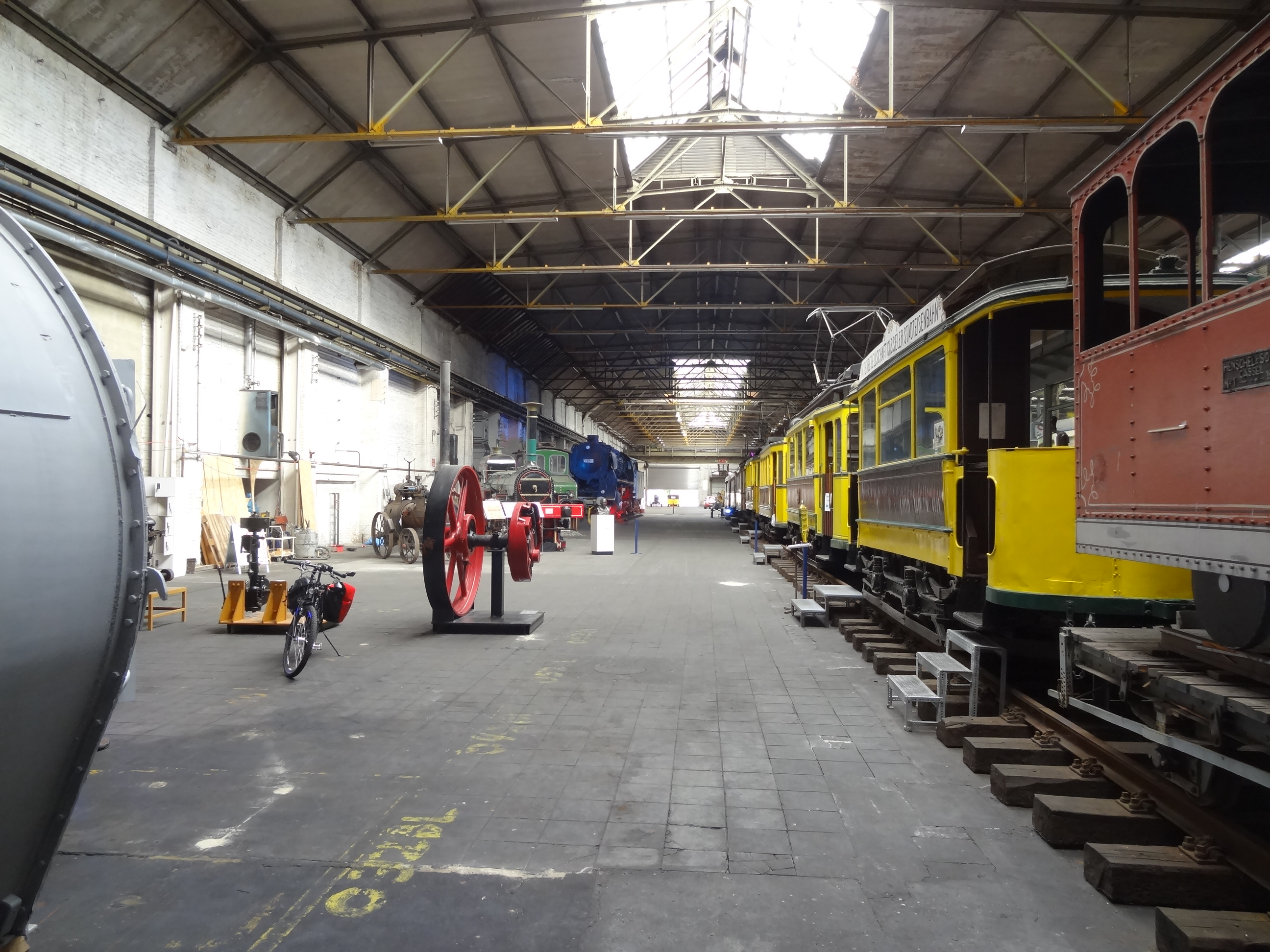
Blick in Museumshalle (2015)

Die Sammlung des Museums ist in folgende thematische Gebiete gegliedert:
- Bodenschätze und deren Abbau
- Mobilitätstechnik
- Werkzeuge und Werkzeugmaschinen
- Dampftechnik
- Elektrische Energietechnik
- Mess-, Steuer- und Regeltechnik
- Medien- und Nachrichtentechnik
- Feuerlösch- und Rettungswesen
- Luftfahrttechnik
- wissenschaftliche, historische Instrumente
- Medizingeschichte und -technik
- Modellbahn Bebra 1958
- Innovationen und Firmengeschichten

## Henschelmuseum
Auf dem Gelände befindet sich im Gebäude R 11 das Henschelmuseum. Der Trägerverein ist der Henschel-Museum + Sammlung e.V.

## Sonderausstellung

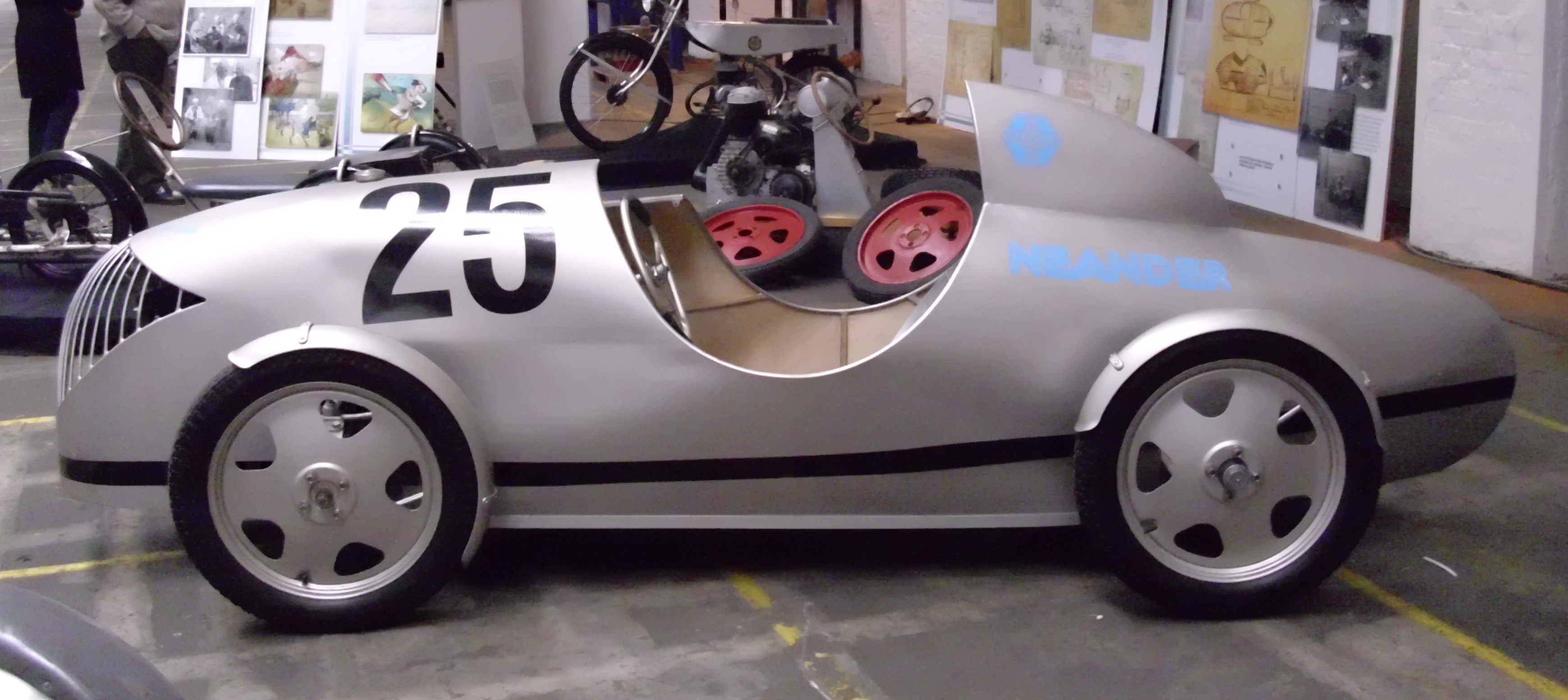
Auto von Ernst Neumann-Neander anlässlich der Sonderausstellung 2012

2012 gab es eine Sonderausstellung mit Fahrzeugen von Ernst Neumann-Neander. Dazu gehörten Motorräder und Automobile.
Bei einer Sonderausstellung zum Thema Weltraum gab es 2017 auch Fotos von Sebastian Voltmer zu sehen.